# The Nam Bộ
The Nam Bộ (danh pháp: Apocopis cochinchinensis) là một loài thực vật có hoa trong họ Hòa thảo. Loài này được A.Camus miêu tả khoa học đầu tiên năm 1919.